# 지봉유설
《지봉유설》(芝峰類說)은 1614년(광해군 6년)에 지봉 이수광(李睟光)이 지은 일종의 백과사전적 저서이다.

## 개요
이수광이 살았던 시대는 안으로는 붕당정치가 본격화되면서 정치세력들 사이에 정쟁이 불붙기 시작하고, 밖에서는 명의 쇠퇴와 여진족(만주족)의 흥기로 동아시아의 세력판도가 재편되어가고 있었다. 임진왜란(壬辰倭亂, 1592년)은 이수광에게는 전란의 참상을 직접 체험하게 된 계기이자, 위기의 시대에 지식인의 역할이란 무엇인가에 대한 문제를 다시금 되짚어보게 한 일대 사건이었다. 선조 집권기 후반부터 조짐이 보이기 시작하던 붕당정치와 이로 인한 정쟁은 마침내 광해군 5년(1613년) 정국을 주도하던 대북 세력이 주도가 된 계축옥사라는 대규모 정치 보복으로까지 이어졌다. 이수광은 이 사건의 여파로 관직을 그만두고 동대문(흥인지문) 바깥에 있던 그의 자택에 은거하면서 그간 틈틈이 견문한 내용들을 모아 《지봉유설》을 완성하게 된다.
서문에 따르면 《지봉유설》은 저자 나이 52세 때인 광해군 6년(1614년)에 탈고되었는데, 이 책은 한 가지 사실을 체계적으로 논술하여 일시에 완성한 것이 아니라 저자 자신이 오랜 시일에 걸쳐 보고 들은 사실, 평소에 느끼고 깨달은 바를 그때 그때 메모했다가 체계적으로 정리하여 분류 편찬한 것이다. 그리고 인조 11년(1633년) 저자의 두 아들에 의해 《지봉선생집》이라는 이름으로 함께 출간되었다. 책의 서두에는 이수광의 교우였던 김현성의 서문과 함께 이수광 자신이 직접 쓴 서문, 그리고 편찬 원칙을 밝힌 3칙의 '범례'가 수록되어 있다.

## 구성
| 권수 | 분류                                           |
| ---- | ---------------------------------------------- |
| 1    | 천문부(天文部), 시령부(時令部), 재이부(災異部) |
| 2    | 지리부(地理部), 제국부(諸國部)                 |
| 3    | 군도부(君道部), 병정부(兵政部)                 |
| 4    | 관직부(官職部)                                 |
| 5    | 유도부(儒道部), 경서부(經書部)1                |
| 6    | 경서부(經書部)2                                |
| 7    | 경서부(經書部)3, 문자부(文字部)                |
| 8    | 문장부(文章部)1                                |
| 9    | 문장부(文章部)2                                |
| 10   | 문장부(文章部)3                                |
| 11   | 문장부(文章部)4                                |
| 12   | 문장부(文章部)5                                |
| 13   | 문장부(文章部)6                                |
| 14   | 문장부(文章部)7                                |
| 15   | 인물부(人物部), 성행부(性行部), 신형부(身形部) |
| 16   | 언어부(言語部)                                 |
| 17   | 인사부(人事部), 잡사부(雜事部)                 |
| 18   | 기예부(技藝部), 외도부(外道部)                 |
| 19   | 궁실부(宮室部), 복용부(服用部), 식물부(食物部) |
| 20   | 훼목부(卉木部), 금충부(禽蟲部)                 |

## 내용
여기에는 천문·지리·병정(兵政)·관직·유도(儒道)·경서·문학·인물·궁실·복용(服用) 등에 관하여 3,435개조 항목으로 나누어 설명하고 있다. 사실의 설명에 있어서 되도록 주관적인 견해는 회피하고 고서(古書)나 고문(古聞)에서 널리 참고하고 근거로 삼아 이를 채집, 인용하였고, 고서와 견문에서 발췌한 경우는 반드시 그 출처를 적었다. 이 책에 인용된 서목(書目)은 육경(六經)에서부터 저자 생존 당시의 소설·문집에 이르기까지 무려 348가나 되고, 인용된 인명은 2,265명이다. 그 가운데 이름을 바로 쓰고 싶지 않은, 혹은 숨겨야 할 경우는 성만 적고 이름은 적지 않았다.
저자 이수광은 《지봉유설》 여기저기에서 "학문을 하는 사람은 실천에 힘써야지 입으로만 떠들어서는 안 된다!"는 점을 강조하고 있다. 모든 학문을 폭넓게 섭렵하되, 이단이라 해도 선입견에 빠져 배척하기보다 그것이 갖는 유용성에 가치를 두는 개방적이고 유연한 사고를 보여준다. 광해군이 축출된 인조반정 직후, 인조 3년(1625년)에 국가 중흥을 위한 방책으로 그가 제시한 상소문은 성리학의 이념에 입각해 제도를 개혁할 것을 추구하는 성리학자로서의 그의 입장이 잘 나타나 있다. 당시 사회의 주류적인 사상이 성리학 이념이었고, 이수광 자신도 기본적으로는 성리학자로서 성리학 이념을 완전히 버린 방외인적 사상가는 아니었지만, 성리학의 모든 측면을 신념화하지 않고 성리학에서도 시대적인 과제를 해결할 수 있는 부분들을 강조하는가 하면, 성리학 이념을 보완할 수 있는 다른 사상체계의 수용에도 적극성을 보였다.
이러한 그의 개방성은 당시까지 잘 알려져 있지 않았던 세상에 대한 인식으로도 이어졌다. 동서 권2의 「제국부(諸國部)」'외국'조에는 안남(베트남)에서부터 유구(오키나와)·섬라(태국)·일본·대마도·진랍국(캄보디아)·방갈랄(방글라데시)·석란산(실론) 등 동남아 국가의 역사와 문화, 종교에 대한 정보들과 함께, 회회국(아라비아) 및 불랑기국(포르투갈)·남번국(네덜란드)·영길리국(영국)·대서국(이탈리아) 등 유럽의 국가들에 대한 정보까지도 소개하였다. 이들 국가에 대해서는 자연환경이나 경제상황, 역사, 문화, 종교 등을 가능한 객관적으로 서술하면서 실용적인 측면을 서술하고 있다. 특히 불랑기국(포르투갈)이나 영길리국(영국)에 대해서는 이들 국가가 보유한 군함이나 화포에 대한 내용도 수록하고 있는데, 이는 임진왜란 직후 이수광이 서양의 국방력에 깊은 관심을 보였음을 드러내주는 자료이다. 대서국(이탈리아)에 대한 항목에서는 이탈리아 출신의 예수회 선교사인 마테오 리치가 중국으로 들어와 《천주실의(天主實義)》를 소개하였다고 적었는데, 이는 조선의 기록에서 최초로 천주교와 관련된 내용이 등장하는 부분으로 평가받는다. 동서 「제국부」'외국'조와 함께 따로 설정된 '북로(北虜)'조를 따로 설정하여 세계 50여개 국의 지리와 기후, 물산, 풍속, 역사 등을 가능한 객관적으로 자세히 소개함으로써 조선 사회를 고립적으로 이해하지 않고 세계와 함께 공존하는 사회로 인식하고 있다.
저자는 일찍이 서문에서 이 책의 편찬 동기를 "예악의 나라로서 이름난 우리 문화와 행적이 뛰어난 역사적 인물을 소개하는 데에" 있다고 밝혔다. 그리고 《지봉유설》곳곳에 이러한 저자의 정신이 배어 있는데, 「제국부」'본국'조에서는 각종 자료를 이용해 우리 역사에서 쟁점이 되는 부분들을 서술한 뒤, 중국의 《산해경》같은 저술들을 인용하여 우리 나라가 군자국이라 불렸던 사실과 동방은 전통적으로 착한 품성을 지닌 곳으로 여겨져왔다는 것을 강조한다. 고려라는 국호에 대해서는 "산고수려(山高水麗)"라는 말에서 유래한 이름이라 설명하고, "중국에는 고려국에 태어나 금강산을 보기를 원한다는 시가 있으니 금강산의 이름이 천하에 떨친 것은 이미 오래되었다."고 하여 우리 나라의 아름다운 경치에 자부심을 보이는 한편, 명에서 외국 사신들의 서열을 매길 때에 우리 나라를 제1로 두고 안남과 유구가 그에 미치지 못한다는 점을 지적하며 그 이유를 "조선은 예의지국이고 시서가 뛰어나기 때문"이라고 설명한다. 「언어부」'잡설'조에서는 "우리 나라 사람에게 중국 사람들이 미치지 못하는 것이 네 가지가 있는데 부녀자가 수절하는 것과 천인(賤人)의 장례 및 제사와 맹인의 점치는 재주와 무사의 활 쏘는 재주 등이다.", "우리 나라에는 나는데 중국에는 없는 것이 네 가지가 있는데 경면지와 황모필과 화문석, 그리고 양각삼이다."라고 하여 우리 나라의 미풍양속이나 물산에 대해서 깊은 관심과 애정을 드러냈다. 술에 대해서는 "함부로 술 마시는 사람 치고 일찍 안 죽은 사람 없다. 술이 사람을 다치게 하는 것이 여색보다도 더 심하다."고 비판하고, 한편으로 우리 나라의 대표적인 과일로 거창의 감, 보은의 대추, 밀양의 밤, 충주의 수박, 회양의 해송자(잣), 안변의 배를 들기도 한다.

## 평가 및 의의
《지봉유설》은 당대의 모든 지식과 정보가 총합된 문화백과사전이라고 할 수 있다. 17세기 초반의 저술이라고는 믿기지 않는 다양한 세계의 정보는 저자 자신의 세 차례에 걸친 명 사행 경험으로 획득한 것이었다. 명에서의 사신 활동을 통해 자신이 만난 동남아 지역의 사신들과 서양인 선교사들과의 만남을 갖고 이들 나라의 문물을 보다 객관적으로 이해하며, 그들의 역사와 문화를 자신이 살고 있는 조선이라는 나라에 비추어보고자 했다. 무엇보다도 돋보이는 점은 고유문화에 대한 자부심과 주체성을 바탕으로 하면서도 세계 문화를 수용하는 데에 진취적이고 적극적인 입장을 보였다는 점이다. 조선 문화백과사전의 효시를 이루는 저술로서 《지봉유설》은 당시 지식인들이 자신들이 살던 시대의 과제를 인식하고 국부의 증진 및 민생문제 해결을 위해 다양한 학문적 모색을 시도했음을 보여주는 대표적인 자료이다. 이수광의 학풍에서 특징적으로 지적되는, 성리학 외의 다양한 학문을 거부감이나 선입견 없이 두루 탐구하는 박학풍과 외국에 대한 그의 개방적인 인식은 그들 학문을 국가 발전이나 백성의 삶에 도움이 되는 쪽으로 실현시키는 데에 목표가 있었고, 후대 북학파를 비롯한 실학자들에게 큰 영향을 주었다. 《지봉유설》이후 저술된 이익의 《성호사설》, 이덕무의 《청장관전서》, 이규경의 《오주연문장전산고》등의 저술에서 보이는 백과사전적 학풍은 바로 《지봉유설》에서 비롯된 것이며, 이수광 이후 실학이 지향한 실용적, 개방적 학풍도 《지봉유설》이 제공한 것이라는 평가를 받고 있다. 일제시대인 1930년대에 이르면 이수광은 국학자들에 의해 실학의 선구자로 공식화되기에 이른다.

## 참고 문헌
- 신병주,「조선 최고의 명저들」2006, 휴머니스트

## 같이 보기
- 이수광
- 지봉유설(한자) - 한국고전종합DB